# Centre Deux
Centre Deux est un centre commercial régional situé à Saint-Étienne dans le quartier de Bellevue-Bizillon. Le centre commercial a été construit à la fin des années 1970 à la suite du projet de restructuration du quartier lancé par Michel Durafour, maire de Saint-Étienne. Le projet vise à redynamiser le quartier, en difficulté à cause de la désindustrialisation.
Il est exploité durant de nombreuses années dans son état d'origine, n'étant rénové que partiellement au début du XXIe siècle. Une campagne de rénovation de grande envergure est lancée au printemps 2021, afin de moderniser le centre commercial vieillissant et d'attirer de nouvelles enseignes.

## Historique

### Prémices (1975-1978)
En 1975 a lieu le lancement des études sur la restructuration du quartier Bizillon-Bellevue, quartier industriel en reconversion qui abrite alors la prison Fourchette. Les conclusions de ces études préconisent le lancement de la construction d'un centre commercial intra-urbain, un concept alors extrêmement rare en France. Ce projet vise à redynamiser l'économie de la ville, en grande difficulté à cette époque.
En avril 1978, la prison de la ville de Saint-Étienne est transférée en périphérie, dans la petite ville de la Talaudière. Les anciens bâtiments sont alors détruits et le centre commercial peut être construit. En plus de l'ancienne prison, quelques bâtiments insalubres des alentours sont également rasés. 
En plus du centre commercial en lui-même, c'est tout un quartier qui est remodelé : des logements et des locaux destinés à des activités tertiaires et commerciales voient également le jour. Le projet vise à faire émerger une sorte de deuxième centre-ville, d'où son nom : Centre Deux. 

### Débuts (1979-2000)
Le centre commercial ouvre ses portes le 2 octobre 1979, accueillant notamment l'enseigne de vêtements C&A, qui doit tenir le rôle de « locomotive » de Centre Deux aux côtés de l'hypermarché Continent.  
Le 14 mai 1985, Centre Deux accueille BHV (Bazar de l'Hôtel de Ville), une grande enseigne parisienne portée notamment sur le bricolage, qui inaugure le même jour son magasin d'Angoulême. BHV occupe à Centre Deux un espace de 4000 m² sur 1 niveau. 
En 1989, l'hypermarché Auchan remplace l'enseigne Continent, puis connait un important agrandissement en 1995, à la suite du départ de BHV pour mauvais résultats. Auchan est désormais réparti sur deux niveaux.

### Rénovations et essoufflement (2000-2020)
En 2000, le centre commercial connaît une campagne de rénovation, notamment au niveau de ses parkings. Une deuxième vague de rénovations a lieu en 2005.
En septembre 2020, la direction de l'enseigne C&A, présente depuis l'inauguration mais en proie à des difficultés financières, annonce la fermeture du magasin de Centre Deux pour la fin de l'année civile. Les 13 salariés de la boutique font alors l'objet d'un plan social.

### Recherche d'un renouveau (2020-...)
En novembre 2020, le maire de Saint-Étienne Gaël Perdriau annonce que le centre commercial vieillissant va connaitre une grande campagne de rénovation, et accueillir l'enseigne irlandaise de mode Primark sur 3500 m² pour pallier le départ de C&A.
Le chantier doit débuter en avril 2021 pour un coût qui s'élève à 20 millions d'Euros, une somme supportée par le groupe Klépierre, leader européen de la gestion de centres commerciaux.

## Caractéristiques et situation
Le centre commercial compte 80 boutiques, sur une surface commerciale de 39 000 m2.
Il est proche du centre-ville de Saint-Étienne, à proximité du boulevard périphérique Sud (N88) et desservi par les lignes de tramway T1 (Hôpital Nord - Solaure) et T3 (Terrasse - Bellevue).
Il est desservi par les transports en commun (bus et tramway), et dispose d'une station de taxis, d'une station de vélo, et d'un parking couvert gratuit pendant 2 h.